# Bryum rubicundum
Bryum rubicundum är en bladmossart som beskrevs av C. Müller 1859. Bryum rubicundum ingår i släktet bryummossor, och familjen Bryaceae. Inga underarter finns listade i Catalogue of Life.